# Castello di Granitz

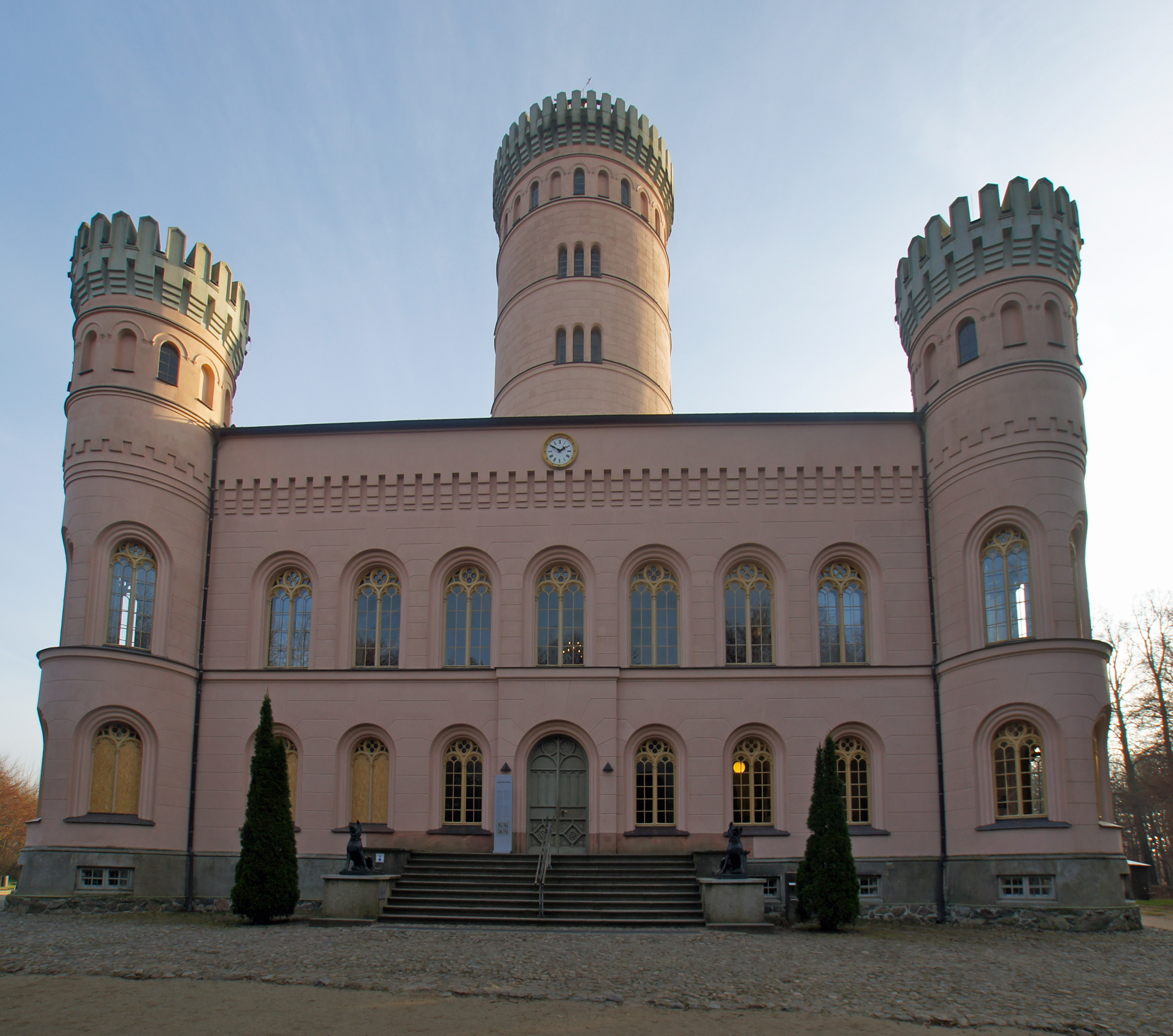
La facciata principale del castello

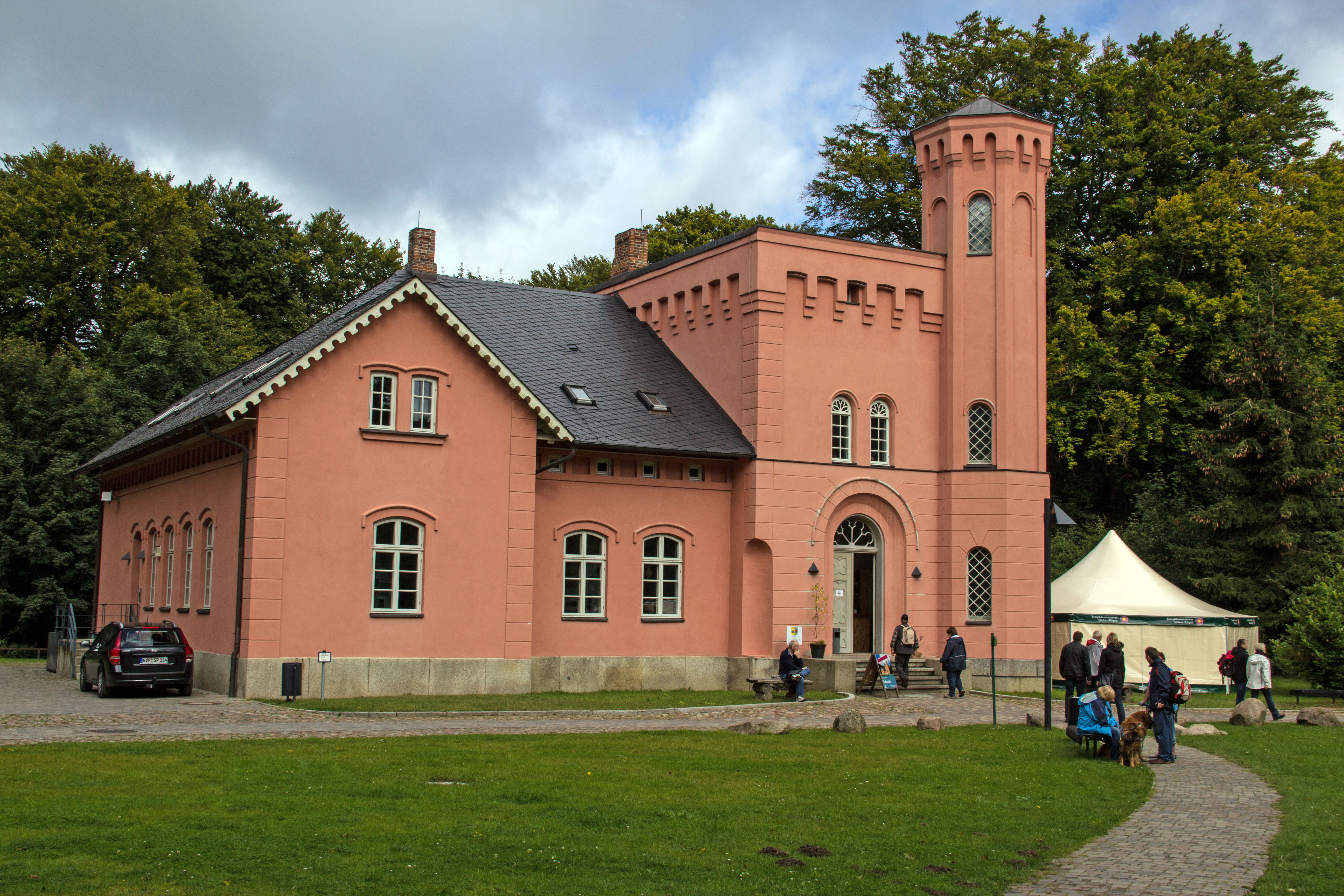
La Haus Granitz, edificio all'interno del parco del castello

Il castello di caccia di Granitz (in tedesco: Jagdschloss Granitz o semplicemente Schloss Granitz) è uno storico edificio in stile gotico dell'isola tedesca di Rügen (Meclemburgo-Pomerania Anteriore), situato nella foresta di Granitz, tra le località di Binz e Sellin, e che fu realizzato tra il 1837 e il 1846 su progetto degli architetti Johann Gottfried Steynmaier e Karl Friedrich Schinkel e per volere del principe Wilhelm Malte I. Fu la residenza estiva dei signori di Putbus.
Con una media di circa 150.000 visitatori l'anno, è uno dei siti più visitati del Meclemburgo-Pomerania Anteriore.

## Descrizione
Il castello si trova in cima ad un colle di 106 metri, il Tempelberg, in mezzo ad una foresta di faggi ed è situato a 3 km dal centro di Binz.
|  |

Il castello presenta quattro torri angolari e una torre centrale  dell'altezza di 38 metri, al cui interno si trovano 154 gradini,.
La sala più grande del castello è la Festsaal, dove si trova, tra l'altro, un camino realizzato in marmo proveniente da Roma.

## Storia
Nel luogo dove si erge l'attuale castello sorgeva una casa di caccia con padiglione realizzata tra il 1726 e il 1730 da Moritz I di Putbus. Si trattava di un edificio a graticcio che crollò nel 1810.
Per sostituire l'edificio, negli anni venti del XIX secolo il principe Wilhelm Malte I incaricò l'architetto Johann Gottfried Steynmaier , collega di Karl Friedrich Schinkel , di costruire un nuovo palazzo.
La costruzione ebbe inizio nel 1837, quando fu realizzato il cortile centrale.
Durante la costruzione, il principe Malte decise che al posto del cortile interno doveva sorgere una torre centrale. Inoltre, insoddisfatto del lavoro di Steynmaier, affidò la prosecuzione del progetto Schinkel.
La costruzione terminò nel 1846.
|  |

Agli inizi del XX secolo, fu concessa l'apertura al pubblico dell'edificio.